# 파루시아

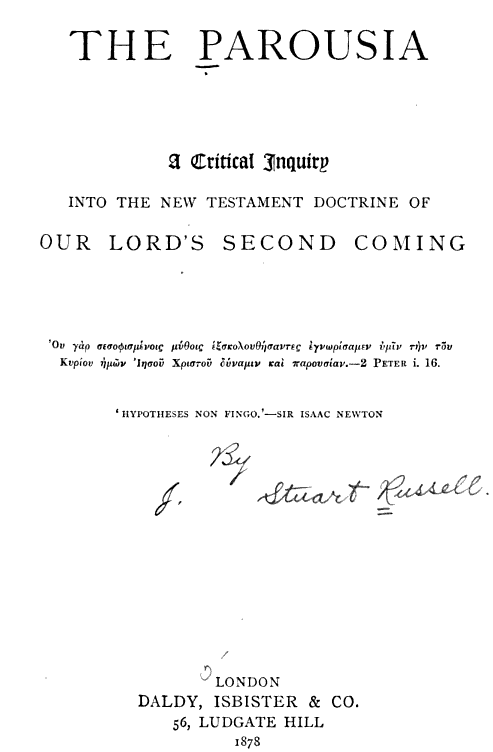
타이틀 페이지

파루시아(Parousia, /pəˈruːziə/; 그리스어: παρουσία)는 한국어로 '그리스도의  재림', 또는 '그리스도의 두 번째 오심'으로 번역된다. 즉 마지막 종말의 때에 예수 그리스도가 심판을 위해 다시 재림한다는 그리스도교의 교리이다. 고대 그리스어로는 출현, 도착, 공식적 방문이라는 의미이다.

## 고전적 사용
프톨레미 왕조시대에서 2세기까지는 파루시아라는 의미는 왕이나 황제의 도착이나 방문을 의미하는 기술적 표현으로 동쪽나라(the East)에서 사용되었다.

## 70인 성경
70인경 (마카비 2서 8:12,15:21)에서는 일반적 의미로 도착을 말한다. 동사 "온다(to come)"라는 단어인 πάρειμι (páreimi)의미는  Aquila, Symmachus 및 Theodotion 의 작품에 나타난다.

## 신약
신약에서 이 단어가 24번 사용되었다.

## 신학적 의미
전통적으로 파루시아는 그리스도의 재림을 언급한다. 20세기 신학자 칼 바르트는 파루시아는 부활의 일요일뿐만 아니라 오순절 성령 강림의 날을 포함한다고 주장한다. 바르트는 이처럼 신약의 파루시아는 그리스도의 마지막 오심에 제한되지 않다고 한다.

## 참고 문헌
- Grässer, Das Problem der Parusieverzögerung 덴 synoptischen Evangelien und der Apostelgeschichte,Berlino,Walter de Gruyter,1977.
- A. L. Moore, The Parousia in the New Testament, Leiden, Brill, 1996.